# Janjgir-Champa
Janjgir-Champa är ett distrikt i Indien.   Det ligger i delstaten Chhattisgarh, i den centrala delen av landet, 900 km sydost om huvudstaden New Delhi. Antalet invånare är 1 619 707. Arean är 3 848 kvadratkilometer. Janjgir-Champa gränsar till Bilāspur.
Terrängen i Janjgir-Champa är platt västerut, men österut är den kuperad.
Följande samhällen finns i Janjgir-Champa:
- Chāmpa
- Jānjgīr
- Sakti
- Akaltara
- Baloda
- Kharod
- Seorīnārāyan